# تونیس کالده
تونیس کالده (استونیایی: Tõnis Kalde؛ زادهٔ ۱۱ اوت ۱۹۷۶) بازیکن فوتبال اهل استونی بود.
وی همچنین در تیم ملی فوتبال استونی بازی کرده‌است.